# Tetranchyroderma tribolosum
Tetranchyroderma tribolosum is een buikharige uit de familie Thaumastodermatidae. Het dier komt uit het geslacht Tetranchyroderma. Tetranchyroderma tribolosum werd in 1965 voor het eerst wetenschappelijk beschreven door Clausen. 